# 弗蘭克·梅利·斯坦頓
弗蘭克·梅利·斯坦頓爵士（英語：|，1880年5月17日—1967年9月15日) 是一位研究盎格魯-撒克遜英格蘭的英國歷史學家，1937至1945年間任皇家歷史學會會長。是《牛津英格蘭史》中<盎格魯-薩克遜英格蘭>（1943年出版）的作者。
1926年至1946年間擔任雷丁大學歷史學教授，1946年至1950年任該大學副校長，在擔任副校長職務期間，他主持買下了白教堂廣場，後來被用作了大學新校區。2008年11月，雷丁大學的一個新宿舍被命名為Stenton Hall，以資紀念。
他的妻子是桃瑞絲·瑪麗·斯坦頓也是一位歷史學家，曾為《鵜鶘英格蘭史》寫下<中世紀早期英格蘭社會>一文，也曾為她丈夫的書寫過序言。
斯坦頓曾在牛津大學基布爾學院學習，1947年被選為“Honorary Fellow”。在1948年的新年榮譽榜上被賜予下級勳位爵士，同年2月10日由喬治六世在白金漢宮頒發。

## 外部連結
- Stenton Papers[]
- Stenton., F. M. (1920), The Danes in England.. History, 5: 173–177. doi: 10.1111/j.1468-229X.1920.tb01326.x （页面存档备份，存于）
- TYPES OF MANORIAL STRUCTURE IN THE NORTHERN DANELAW By F. M. STENTON
- Documents illustrative of the social and economic history of the Danelaw, from various collections (1920)By F. M. Stenton